# Anidrytus bipunctatus
Anidrytus bipunctatus là một loài bọ cánh cứng trong họ Endomychidae. Loài này được Gerstaecker miêu tả khoa học năm 1858.